# VM i badminton 2001
VM i badminton 2001 var det 12. VM i badminton afholdt af International Badminton Federation. Mesterskabet blev afviklet i Palacio Municipal de Deportes San Pablo i Sevilla, Spanien i perioden 3. - 10. juni 2001. Spanien var VM-værtsland for første gang.

## Medaljevindere
| Række        | Guld                        | Sølv                       | Bronze                         | Bronze                         |
| ------------ | --------------------------- | -------------------------- | ------------------------------ | ------------------------------ |
| Herresingle  | Hendrawan                   | Peter Gade                 | Taufik Hidayat                 | Chen Hong                      |
| Damesingle   | Gong Ruina                  | Zhou Mi                    | Gong Zhichao                   | Zhang Ning                     |
| Herredouble  | Tony Gunawan Halim Haryanto | Ha Tae-Kwon Kim Dong-Moon  | Chew Choon Eng Chan Chong Ming | Choong Tan Fook Lee Wan Wah    |
| Damedouble   | Gao Ling Huang Sui          | Zhang Jiewen Wei Yili      | Ra Kyung-Min Lee Kyung-Won     | Chen Lin Jiang Xuelian         |
| Mixed double | Zhang Jun Gao Ling          | Kim Dong-Moon Ra Kyung-Min | Michael Søgaard Rikke Olsen    | Jens Eriksen Mette Schjoldager |

### Medaljetabel
| Land       | Guld | Sølv | Bronze | Total |
| ---------- | ---- | ---- | ------ | ----- |
| Kina       | 3    | 2    | 4      | 9     |
| Indonesien | 2    | -    | 1      | 3     |
| Sydkorea   | -    | 2    | 1      | 3     |
| Danmark    | -    | 1    | 2      | 3     |
| Malaysia   | -    | -    | 2      | 2     |